# Ernst Grube

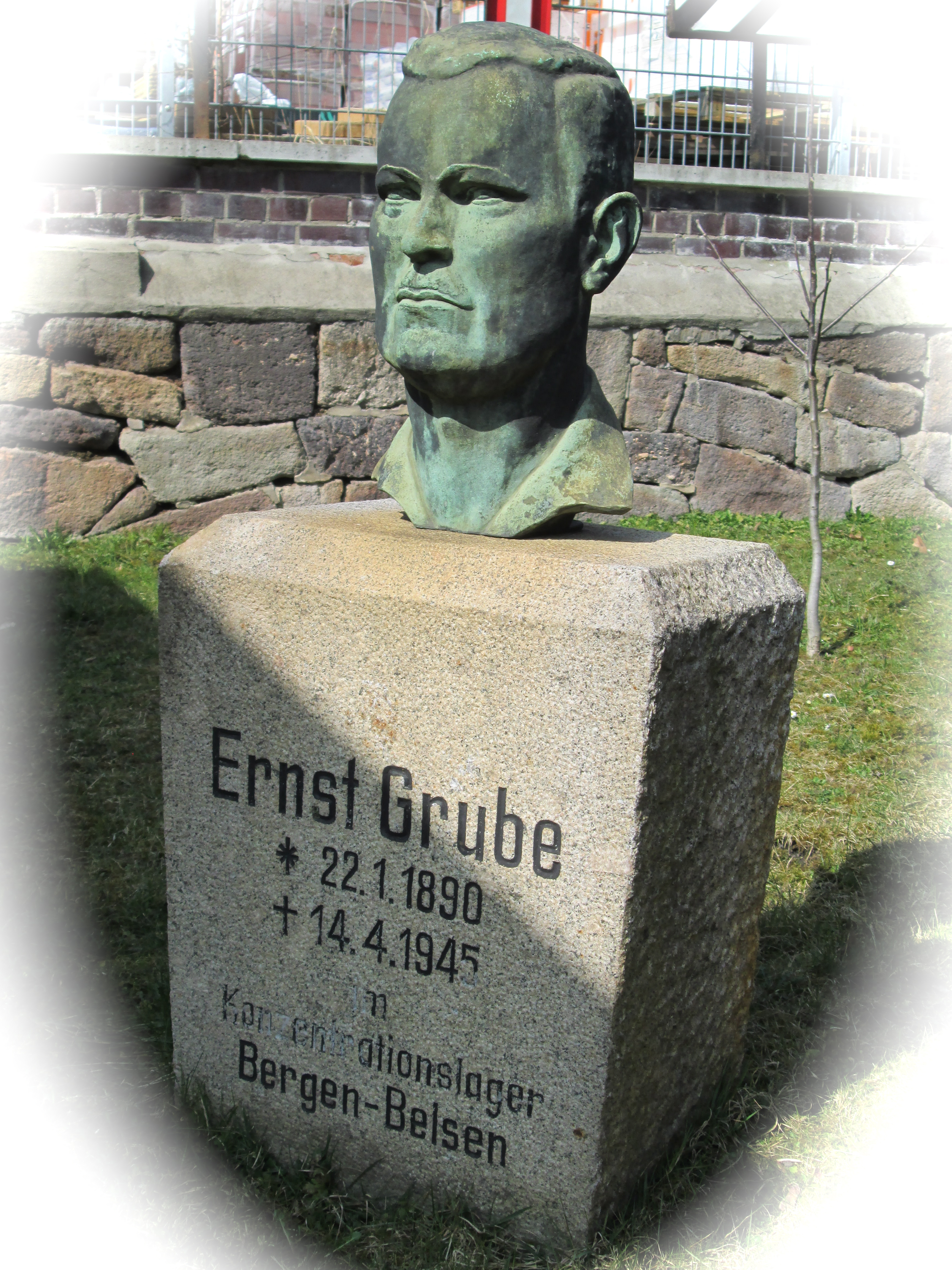
Büste Ernst Grubes im Museumsgarten Werdau

Ernst Grube (* 22. Januar 1890 in Neundorf (Anhalt); † 14. April 1945 im KZ Bergen-Belsen) war ein deutscher Politiker der KPD in der Weimarer Republik und Widerstandskämpfer gegen den Nationalsozialismus. Grube war von 1920 bis 1922 Mitglied des Sächsischen sowie von 1924 bis 1932 des Preußischen Landtags. Anschließend vertrat er die KPD sowohl 1924 als auch ab 1930 als Abgeordneter im Reichstag.

## Leben
Grube wurde als Sohn eines Bergarbeiters geboren und lernte das Handwerk des Tischlers. 1908 trat er in den Deutschen Holzarbeiterverband und die SPD ein. 1913 wegen politische Betätigung entlassen, nahm er ein Jahr später eine bei der Sächsischen Waggonfabrik Werdau AG im sächsischen Werdau an, die später in der DDR als volkseigener Betrieb seinen Namen trug. Während des Ersten Weltkriegs gehörte Grube mit der dortigen Spartakusgruppe an und wurde 1917 Mitglied der SPD-Abspaltung USPD. Mit Ausbruch der Novemberrevolution 1918 wurde Grube von seinen Kollegen zum Vorsitzenden des Arbeiterrates gewählt und trat am 6. Januar 1919 der KPD bei. Ein Jahr später wurde Grube in Zwickau für die KPD Sekretär und vertrat im gleichen Jahr die KPD als deren Abgeordneter in den Sächsischen Landtag bis zu dessen Selbstauflösung 1922.
Ebenso 1922 war Grube bis 1924 Stadtverordneter in Zwickau und war 1923 einer der militärischen Führer der KPD in Sachsen. Mit der Reichstagswahl im Mai 1924 wurde Grube das erste Mal Reichstagsabgeordneter. Durch die Selbstauflösung des Reichstags kam es zu vorgezogenen Neuwahlen im Dezember desselben Jahres, bei denen die KPD mehrere Prozentpunkte verlor und Grube aus dem Parlament ausschied. Gleichzeitig zog er im Dezember 1924 als Abgeordneter in den Preußischen Landtag ein, dessen Mitglied er bis 1932 war. Von Oktober 1924 bis 1928 war er Politischer Leiter (Polleiter) im Bezirk Magdeburg-Anhalt und nach der Wittorf-Affäre im Bezirk Wasserkante. 1927 wurde er zum Kandidaten und 1929 zum Mitglied des Zentralkomitees der KPD gewählt. Mit der Reichstagswahl 1930 wurde er erneut Abgeordneter des Reichstags.
Grube wurde der Chemnitzer Opposition um Paul Bertz gegen die Parteiführung unter Ernst Thälmann zugerechnet. Anfang 1930 wurde er als Polleiter seines Amtes enthoben, war kurze Zeit Abgesandter der Komintern in Griechenland und Ende des Jahres mit seiner Gründung Leiter der Kampfgemeinschaft für Rote Sporteinheit als Abspaltung vom Arbeiter-Turn- und Sportbund (ATSB) sowie anderer Sportgruppen. Grube nahm am 7. Februar 1933 als Mitglied des Zentralkomitees der KPD an der illegalen Tagung seiner Partei im Sporthaus Ziegenhals bei Berlin teil.
In der Nacht des Reichstagsbrandes, am 27. Februar 1933 wurde Grube verhaftet. Zunächst in „Schutzhaft“, verbrachte er anschließend mehr als sechs Jahre in verschiedenen Konzentrationslagern: Bis Mai 1939 wurde er in Sonnenburg, Lichtenburg und Buchenwald gefangen gehalten. Nach seiner Entlassung arbeitete er auf Grund einer Dienstverpflichtung als Tischler in Warschau. Ab 1941 war Grube in Berlin, wo er Verbindungen zur Widerstandsgruppe um Robert Uhrig unterhielt. Grube stand unter Überwachung der Gestapo und war 1942 für mehrere Monate inhaftiert. Am 21. August 1944 kam er durch die Aktion „Gitter“ erneut in Haft und wurde in das KZ Sachsenhausen verbracht. Anfang April 1945 nach Bergen-Belsen transportiert, verstarb er dort wenige Tage vor Kriegsende an Fleckfieber.
Wally Grube, die Witwe Ernst Grubes, erhielt bei ihrem Tod 1961 ein Ehrengrab in der Grabanlage Pergolenweg der Gedenkstätte der Sozialisten auf dem Zentralfriedhof Friedrichsfelde. 

## Rezeption

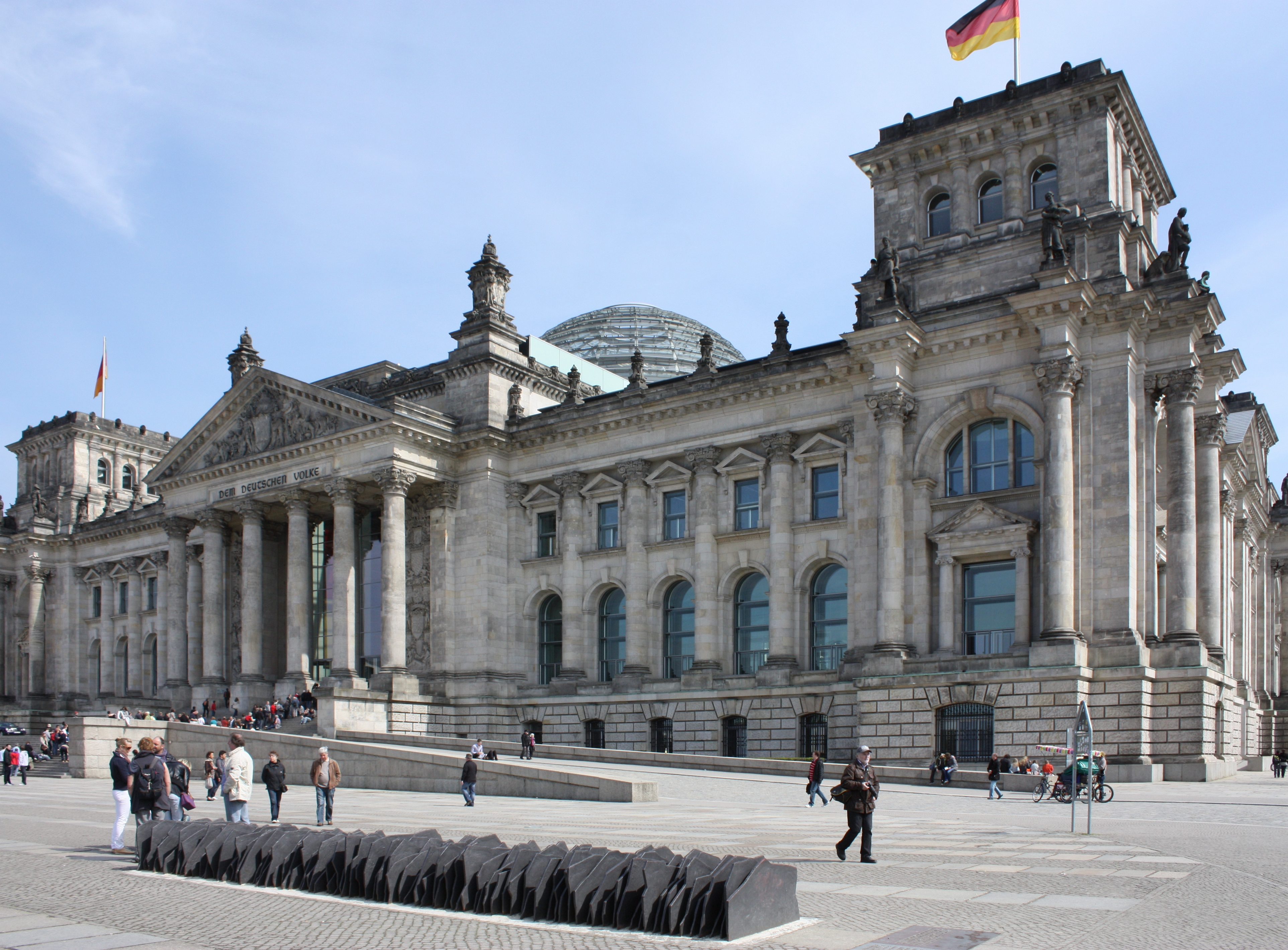
Gedenktafeln am Reichstag

Um an das Wirken von Ernst Grube zu gedenken und zu erinnern, wurden in der DDR mehrere Straßen wie in Berlin-Spindlersfeld, Fürstenwalde/Spree, Halle/Saale, Meuselwitz, Neundorf/Anhalt oder Zwickau, Sportanlagen wie das Ernst-Grube-Stadion in Magdeburg als auch die gleichnamigen Stadien in Riesa oder Werdau nach ihm benannt.
Ernst-Grube-Hallen sind die Heim- oder Spielstätten des SC DHfK Leipzig Handball, des HC Leipzig sowie des HSG Freiberg. Darüber hinaus trug sowohl das Grenzregiment-10 in Plauen seinen Namen als auch ein Torpedoschnellboot der Volksmarine, ferner eine Kinder- und Jugendsportschule in Berlin-Prenzlauer Berg sowie das Kraftfahrzeugwerk „Ernst Grube“ Werdau, eine LPG in Vietmannsdorf und eine Plattenbausiedlung in Werdau-Sorge.
Die Ernst-Grube-Medaille des DTSB wurde 1958 gestiftet und in der DDR an Sportler, Trainer und Sportfunktionäre verliehen, die sich für ihre „hervorragende Arbeit in der sozialistischen Sportbewegung“ verdient gemacht hatten. Sie war die höchste Sportmedaille in der DDR und wurde 1961 durch die Friedrich-Ludwig-Jahn-Medaille ersetzt.
Seit 1992 erinnert in Berlin in der Nähe des Reichstags eine der 96 Gedenktafeln für von den Nationalsozialisten ermordete Reichstagsabgeordnete an Ernst Grube.